# Слота, Ян
Ян Слота (словац. Ján Slota; род. 14 сентября 1953, Lietavská Lúčka, Жилина)— словацкий политик, в 1994—1999 и 2003—2012 годах лидер националистической Словацкой национальной партии, бывший мэр Жилины.
Ян Слота родился в Летавской Лучке, его предком был Юрай Слота, один из основателей Словацкой Матицы. После окончания средней школы в Прьевидзе в 1977 году окончил Технический Университет в Кошицах и работал горным инженером в Прьевидзе. В 1981—1991 работал в «Префмонте» в Братиславе. После бархатной революции 1989 года стал участвовать в политике и стал одним из основателей обновлённой Словацкой национальной партии (SNS). Был выбран в парламент, был членом правительства Владимира Мечьяра и мэром Жилины (1990—2006). В 2006—2010 гг. Словацкая национальная партия входила в правительство. В 2012 году партия Слоты не смогла пройти в парламент Словакии.

## Высказывания
Ян Слота известен своими высказываниями (главным образом направленных против венгров, цыган и гомосексуалов), за которые иногда подвергался судебным преследованиям.
- Уже в 1248 году один франкский епископ при посещении Карпатской котловины удивлялся, как мог Господь-Бог дать такую красивую землю таким уродцам. Имел в виду старых венгров, это были монголоидные типы с кривыми ногами и ещё более гнусными конями…
- Славянская кровь цивилизовала уродских монгольских венгров.
- Венгры — раковая опухоль в словацком национальном организме, которую следует удалить как можно быстрее.
- Мы сядем в наши танки и уничтожим Будапешт!
- Всё что нужно для цыган — короткий двор и длинный бич!
- Конечно я выпиваю! Я не абстинент и не импотент, а нормальный словак!
- Это не государство, а организованный бордель! (о Словакии) Прямо так и напишите без кавычек!
- Некоторые сексуально неудовлетворённые девки имеют желание реализоваться потому, что не смогли ни нормально выйти замуж, ни родить нормального словацкого пацана… Так видят свою реализацию в политике и, хотя, им ещё далеко до того, чтобы понимали политику. Она бы могла максимально руководить общественным туалетом и раздавать бумагу. (о политике Анне Маликовой)[источник не указан 5077 дней]